# Bad Wolves
I Bad Wolves sono un gruppo musicale statunitense formatosi nel 2017 a Los Angeles, California.
La band è particolarmente nota per la cover di tributo alla cantante del gruppo rock Cranberries, Dolores O'Riordan, rilasciata il 18 gennaio 2018. Dolores sarebbe dovuta comparire nel video musicale della band, ma scomparve poco prima della registrazione. I proventi della cover, che ha raggiunto la posizione numero uno della Billboard's Mainstream Rock Songs Chart, sono stati devoluti dalla band ai figli della cantante scomparsa.
Nel maggio 2019 il frontman Tommy Vext ha annunciato che la band avrebbe completato la registrazione di un nuovo album, secondo Long Playing dopo quello d'esordio (Disobey, 2018).

## Formazione
- Daniel Laskiewicz – voce
- Doc Coyle – chitarra solista
- Chris Cain – chitarra ritmica, voce secondaria
- Kyle Konkiel– basso, voce secondaria
- John Boecklin – batteria, percussioni

## Discografia

### Album in studio
- 2018 - Disobey
- 2019 - N.A.T.I.O.N.
- 2021 - Dear Monsters
- 2023 - Die About It

### EP
- 2018 - False Flags, Volume 1
- 2018 - False Flags, Volume 2